# Christopher Date
Christopher Date (Watford, 1941) è un informatico britannico, specializzato nella teoria dei database relazionali.

## Biografia
Chris Date ha frequentato la Royal Grammar School dal 1951 al 1958 e ha conseguito la laurea in Matematica presso l'Università di Cambridge nel 1962. Ha iniziato la sua carriera nel campo dell'informatica come programmatore matematico presso Leo Computers Ltd., dedicandosi successivamente alla formazione. Nel 1966 ha conseguito il master's degree a Cambridge e nel 1967 è entrato a far parte dell'IBM come istruttore di programmazione. Tra il 1969 e il 1974 è stato uno dei principali istruttori nel programma di formazione europeo di IBM.
Durante il suo lavoro presso IBM, ha partecipato alla pianificazione tecnica e alla progettazione dei prodotti IBM SQL/DS e DB2. Inoltre ha collaborato allo sviluppo del modello relazionale di Edgar F. Codd. Ha lasciato IBM nel 1983 e ha scritto diversi testi sul modello relazionale, in collaborazione con Hugh Darwen.
Al 2007, il suo libro An Introduction to Database Systems, giunto alla sua ottava edizione, ha venduto oltre 700.000 copie, senza contare le traduzioni, ed è utilizzato da diverse centinaia di college e università in tutto il mondo.
È anche l'autore di molti altri libri sulla gestione dei dati, in particolare Databases, Types, and the Relational Model, giunto attualmente alla sua terza edizione, che include una sua visione sul futuro dei DBMS.

## Opere principali
Christopher Date è l'autore di diversi libri, tra cui:
- (EN) Christopher J. Date, An Introduction to Database Systems, Boston, Addison–Wesley, 2004, ISBN 0-321-19784-4.
- (EN) Christopher J. Date e Hugh Darwen, A guide to the SQL standard : a user's guide to the standard database language SQL, 4ª ed., Addison–Wesley, 1977, ISBN 978-0-201-96426-4.
- (EN) Christopher J. Date, An Introduction to Database Systems, Boston, Addison–Wesley, 2004, ISBN 0-321-19784-4.
- (EN) Christopher J. Date e Hugh Darwen, Databases, Types, and the Relational Model, The Third Manifesto, 3ª ed., Addison–Wesley, 2007, ISBN 0-321-39942-0.
- (EN) Christopher J. Date, Hugh Darwen e Nikos A. Lorentzos, Temporal data and the relational model: a detailed investigation into the application of interval and relation theory to the problem of temporal database management, Amsterdam, Morgan Kaufmann, 2003, ISBN 1-55860-855-9.
- (EN) Christopher J. Date, Database in depth: relational theory for practitioners, O'Reilly, 2005, ISBN 0-596-10012-4.
- (EN) Christopher J. Date, What Not How: The Business Rules Approach to Application Development, 2000, ISBN 0-201-70850-7.
- (EN) Christopher J. Date, The Database Relational Model: A Retrospective Review and Analysis, 2001, ISBN 0-201-61294-1.
- (EN) Christopher J. Date, SQL and Relational Theory: How to Write Accurate Code, 3ª ed., O'Reilly, 2015, ISBN 1-491-94117-0.